# Medicinaal pond
Een medicinaal pond is een gewichtseenheid die gebruikt werd vóór de invoering van het decimale stelsel.
Een medicinaal pond komt bij benadering overeen met 375 gram.
Het medicinale pond was onderverdeeld in twaalf ons, die elk weer onderverdeeld waren in acht drachma's. Een drachma was onderverdeeld in drie scrupel en een scrupel was verdeeld in twintig grein.
| Eenheid         | Equivalent (bij benadering) |
| --------------- | --------------------------- |
| Medicinaal pond | 375 gram                    |
| Once            | 31,25 gram                  |
| Drachme         | 3,9 gram                    |
| Scrupel         | 1,3 gram                    |
| Grein           | 65 milligram                |